# Gedoelstia cristata
Gedoelstia cristata är en tvåvingeart som beskrevs av Rodhain och Joseph Charles Bequaert 1913. Gedoelstia cristata ingår i släktet Gedoelstia och familjen styngflugor. Inga underarter finns listade i Catalogue of Life.